# Kim Byeol-ah
Kim Byeol-a (en hangeul : 김별아) est une auteure sud-coréenne née en 1969. 

## Biographie
Kim Byeol-a est née dans la ville côtière de Gangneung, dans la province de Gangwon-do. Elle commence sa carrière littéraire en 1993. Durant les dix années qui suivent, elle émerge comme une figure importante de la littérature coréenne.  

## Œuvre
Ses premiers romans traitent notamment de la sexualité féminine avec Pornographie de mon cœur (Nae ma-eumui poreunogeurapi). Son récit Expérience personnelle (Gae-in-jeok cheheom) évoque le quotidien des collégiennes au début des années 1990 alors que la Corée s'ouvre difficilement à la démocratie. Guerre de foot (Chukgu jeonjaeng), publié juste avant la Coupe du Monde 2002 en Corée du Sud, apporte le rergard de l'auteure sur cet événement.   
Ses écrits attirent l'attention du grand public en 2005, avec la publication de sa nouvelle Mishil. Avant ce récit, elle a publié également en 2003 un livre pour adolescents intitulé Le conte de Janghwa et Hongnyeon (Janghwa Hongnyeon jeon), réadaptation d'une histoire de deux sœurs tirée d'un ancien roman coréen. Elle souhaite ainsi réactualiser dans la littérature moderne les femmes des histoires anciennes ou classiques. Mishil représente à juste titre cette volonté de Kim de redonner vie aux femmes historiques dans des œuvres contemporaines : Misil est une femme du royaume Shilla -- un royaume qui a existé il y a plus de 1000 ans -- qui atteint son but et ses aspirations politiques par la sexualité et ses histoires d'amours avec les personnages royaux. Le succès de ce roman lui a valu d'être reconnue unanimement par la critique. 
Après ce succès, elle publie Adieu, pour toujours et à jamais (Yeongyeong ibyeol yeong ibyeol) qui traite du destin de la princesse Jeongsun, femme du roi Danjong, qui fut mise sur le trône à l'âge de 12 ans mais fut détrônée par son oncle. Plus récemment, elle a publié Nongae, roman à propos d'une courtisane de 19 ans qui s'entiche d'un général japonais durant l'invasion Imjin et qui l'entraîne dans le vide avec elle du haut d'une falaise. 
Depuis Mishil, Kim entreprend ainsi beaucoup de recherches historiques avant de publier un roman. Cette reconstitution intérieure de personnages féminins historiques dans ses romans lui donne une singularité forte dans le monde littéraire coréen.  

### Romane
- 내 마음의 포르노그라피 Pornographie de mon cœur (1999)
- 개인적 체험 Expérience personnelle (1999)
- 축구전쟁 Guerre de foot (2002)
- 미실 Mishil (2005)
- 영영이별 영이별 Adieu, pour toujours et à jamais (2005)
- 논개 1.2 Nongae 1, 2 (2007)
- 백범 Baekbeom (2008)
- 열애 Adoration (2009)
- 가미가제 독고다이 La kamikaze Dokukodai (2010)
- 채홍 Arc-en-ciel (2011)
- 불의 꽃 Fleurs de feu (2013)

#### Poésies
- 톨스토이처럼 죽고싶다 Je voudrais mourir comme Tolstoi (2001)
- 가족판타지 Fantaisie de famille (2009)
- 모욕의 매뉴얼을 준비하다 Préparer un manuel d'humiliation (2009)
- 죽도록 사랑해도 괜찮아 Il est possible d'aimer à en mourir (2010)
- 괜찮다, 우리는 꽃필 수 있다 Ça va, nous pouvons fleurir (2012)
- 삶은 홀수다 La vie est un chiffre impair (2012)

#### Contes
- 김순남 Kim Sun-nam (1994)
- 장화홍련전 Le conte de Janghwa et Hongnyeon (2003)
- 거짓말쟁이 Le menteur (2006)
- 네가 아니었다면 Si ce n'était pas toi (2010)